# Anders Larsen
Anders Larsen, född 2 december 1870 i Seglvik i Kvænangen i Norge, död 10 december 1949 i Sørvikmark i Harstad kommun, var en norsk-samisk lärare, journalist och författare.
Anders Larsen växt upp i en sjösamisk familj och utbildade sig på lärarseminariet i Tromsø 1897-99. Han var folkskollärare i skolor i Nordnorge 1895-1940, de sista 20 åren på skolan i Sørvikmark i nuvarande Harstad kommun. Han var redaktör för den samiska 14-dagarstidskriften Sagai Muittalægje (Nyhetsberättaren) 1904-1911.
Anders Larsen skrev den första samiska romanen, Bæivve-Alggo ("Gryning"), som gavs ut på eget förlag 1906. Romanen berättar om sjösamernas liv och pekar på förnorskningspolitikens konsekvenser på samiskt språk och samernas självbild.
Hösten 1949, strax före sin död, färdigställde han ett manuskript till en andra bok, som översattes till norska under namnet Om sjøsamene och publicerades 1950. På samiska gavs den ut 1979 med titeln Mearrasámiid birra. 